# Château de Midford
Midford Castle est un château de folie dans le village de Midford, et la paroisse de Southstoke 3 milles (5 km) au sud de Bath, Somerset, Angleterre.

## Histoire
Le château est construit en 1775 pour Henry Disney Roebuck les dessins de John Carter en forme de « trèfle » utilisé dans des cartes à jouer (♣). Il est suggéré, à l'origine dans un article de magazine en 1899, qu'il a demandé que la conception des clubs représente un as de trèfle parce qu'il a obtenu l'argent pour le château en jouant aux cartes, mais cela est peu probable, car le porche qui crée la "tige" du symbole a été ajouté plus tard . Il est plus probable que la mise en page a été prise d'un article qui avait été publié dans le magazine Builder en 1774. La maison a un plan sub-triangulaire ou triangulaire formé de 3 tours semi-circulaires réunies dans un style gothique. Il est classé par English Heritage comme un bâtiment classé Grade I .
En 1810, le château est acheté par l'un des Conollys de Castletown House dans le comté de Kildare, qui ajoute le porche (dit pour donner sa tige au symbole du trèfle) et construit les écuries et la chapelle voisines, connues sous le nom de prieuré . Ce dernier tombe en ruine après que le dernier Conolly ait vendu la maison en 1901.
Peu après 1810, Kingham Field, qui fait partie du domaine, sert de carrière de pierre semblable aux mines voisines de Combe Down et de Bathampton Down. William Smith, qui devient connu sous le nom de « père de la géologie anglaise », propose de transporter la pierre par un chemin de fer jusqu'à Tucking Mill où elle serait sciée par des machines, puis chargée sur des barges et transportée via le Canal à charbon du Somersetshire et le Canal Kennet et Avon à Bath et à Londres. En avril 1814, Smith hypothèque le reste de son domaine à Charles Conolly, qui contrôle alors le chemin de fer et l'étendit probablement à sa carrière Vinegar Down. Le stratagème échoue et, en 1819, Conolly fait incarcérer Smith à la prison de King's Bench pour dettes et s'empare de la scierie et de la maison de Smith à Tucking Mill .
Michael Fenwick Briggs et sa femme Isabel (mieux connue sous son nom de plume d'Isabel Colegate) achètent Midford en 1961  et effectuent d'importants travaux de rénovation ; qui comprennent l'incorporation de la chapelle dans le jardin comme une ruine pittoresque .
En juillet 2007, le château est vendu à l'acteur Nicolas Cage pour 5 millions de livres sterling,,. Cage revend le château en 2009.
Le château est classé Grade I sur la liste du patrimoine national de l'Angleterre. Le parc du château comprend également l'arche classée Grade II avec loge et mur d'écran  une paire de portails et de portes  et le groupe d'écuries classé Grade II *, l'ancienne chapelle, les murs entourant la cour de l'écurie, le carrosse maison et serre. Le prieuré à 500 mètres au nord-est du château est classé Grade II.